# Paludella squarrosa
Paludella squarrosa là một loài Rêu trong họ Meesiaceae. Loài này được (Hedw.) Brid. mô tả khoa học đầu tiên năm 1817.

## Hình ảnh

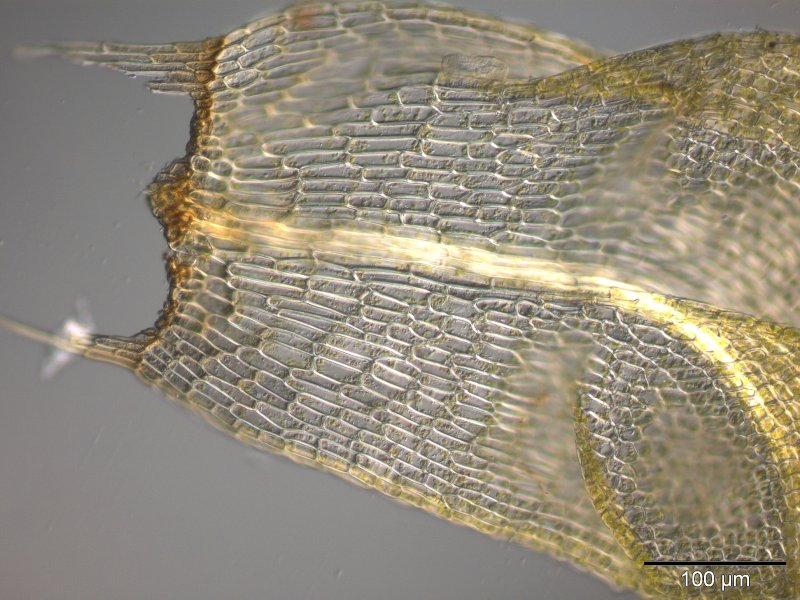
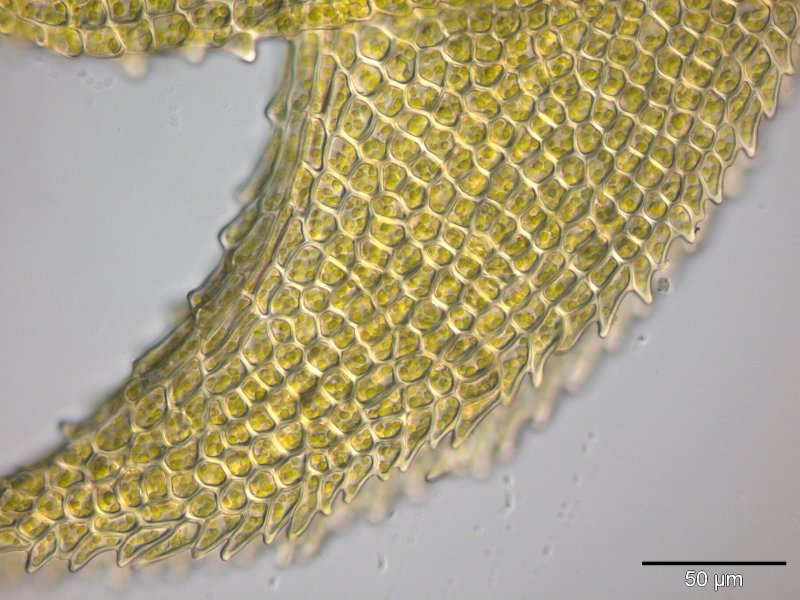
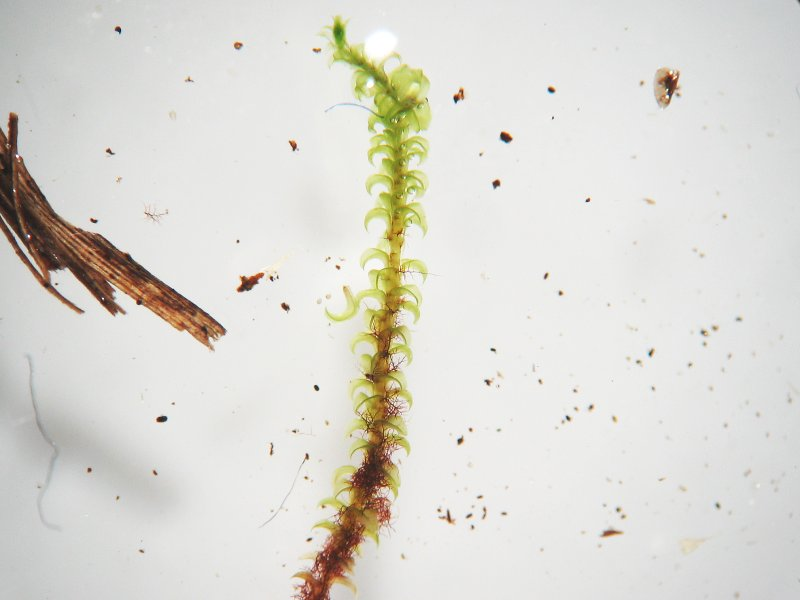